# 御刀神社
御刀神社（みとじんじゃ）は、福島県南相馬市鹿島区にある神社である。
旧社格は村社。行方郡延喜式式内社八座のうちの一座である。

## 祭神
- 経津主神を祀る。
  - 相馬藩の歴史書「奥相志」によれば素戔嗚尊とされているが、社伝によれば、これは御刀神社の境内社である八坂神社の祭神と間違えられ記録された可能性があるという。

## 由緒
景行天皇の時代、日本武尊が東征の折に勧請されたという。延喜5年（905年）、御刀神社は国家鎮護の神として霊験がある神社であったことから陸奥国式内社百座のうちの一座に列せられた。寛喜元年（1229年）には行方連により社殿の造替や神田の寄進があり、正徳2年（1712年）には相馬藩主である相馬尊胤により五石三升の奉納を受けるなど、藩主のみならず地域の民衆からも尊崇を集める神社であった。明治11年には村社に指定された。
御刀神社の祭神は千葉県に鎮座する香取神宮の祭神である武神の経津主神と伝わる。鎮座地名の「釼宮」や社名にもあるように「剣」を祀る神社で、神体も記録によれば「千歳の古刀」であるという。
海に近く、水田に囲まれた地区に鎮座する御刀神社は、2011年3月11日に発生した東北地方太平洋沖地震の大津波により被災した。鎮守の森は残されたものの、御刀神社の鳥居・社殿・境内社などが流出、近隣の氏子の住宅も流されるなど甚大な損害を被った。震災後は各県の神社庁からの境内の復興事業が行われ、北海道神社庁と東京都の下谷神社の後援により6月11日には仮社殿が境内に建立された。境内社の八坂神社の神体である「素戔嗚尊像」も瓦礫の中から発見された。

## 境内
- 仮社殿（拝殿・本殿）

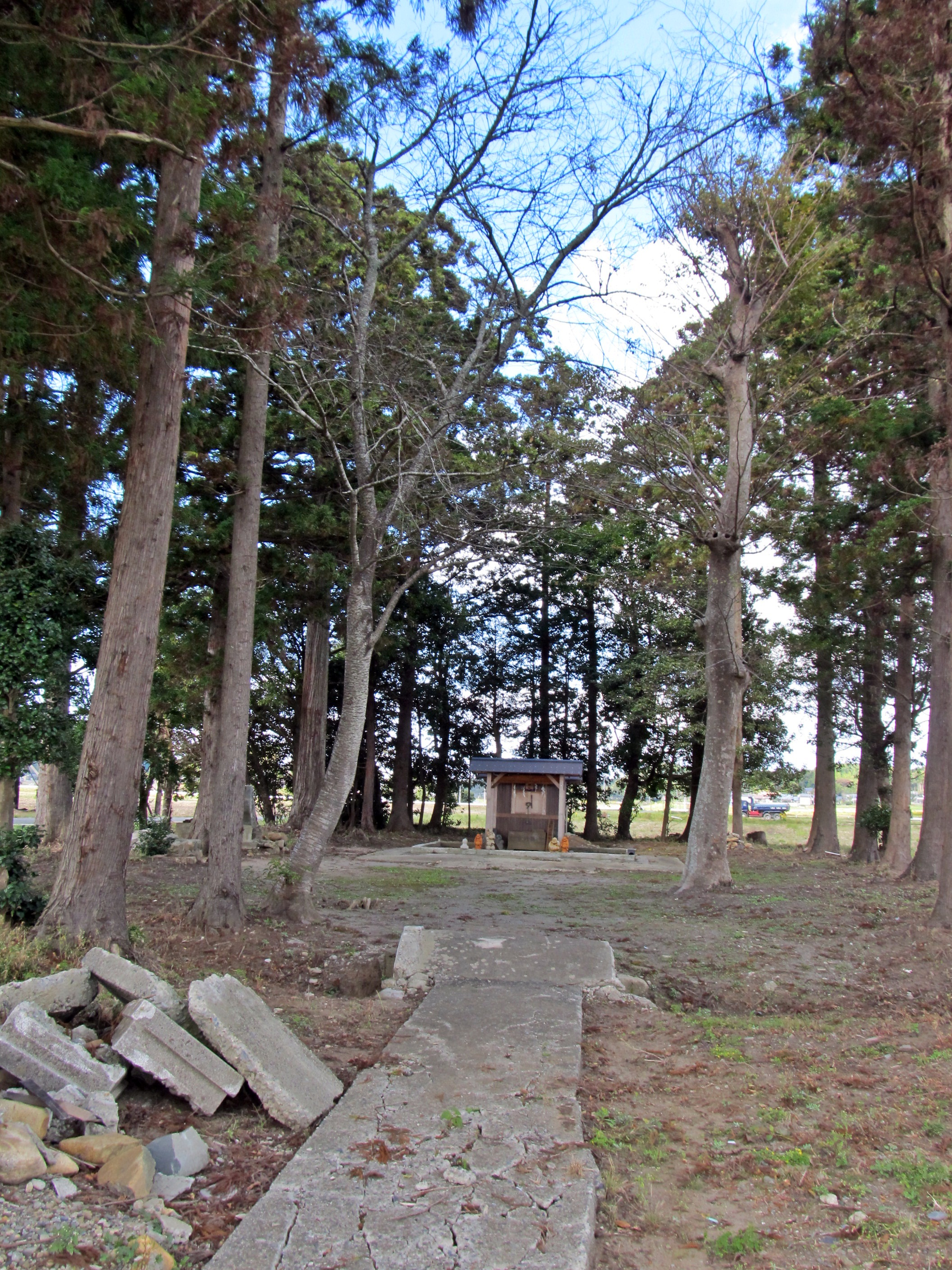
御刀神社鳥居跡からの眺め
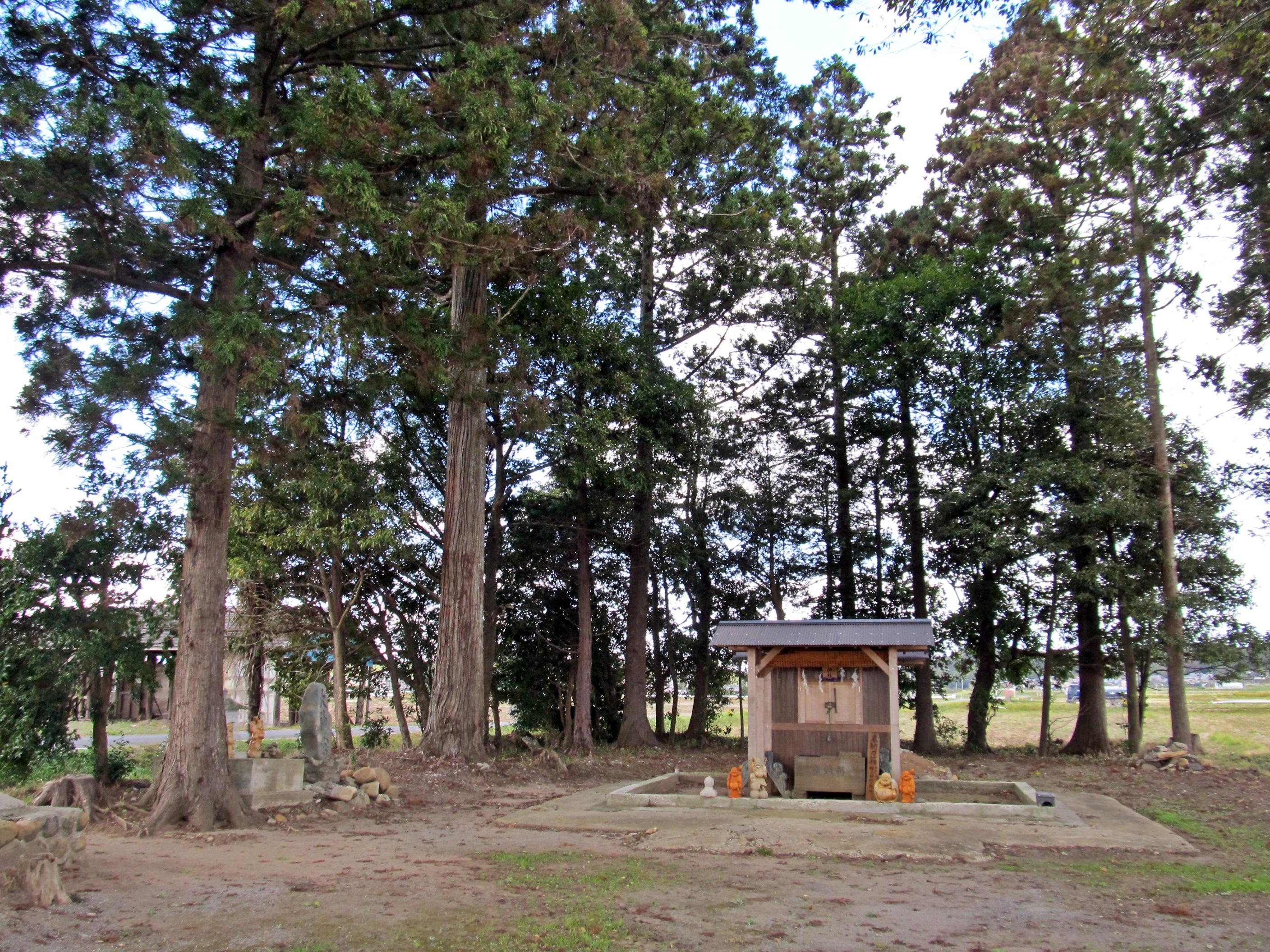
御刀神社境内 社殿左手の大神宮石碑の隣に八坂神社が鎮座している
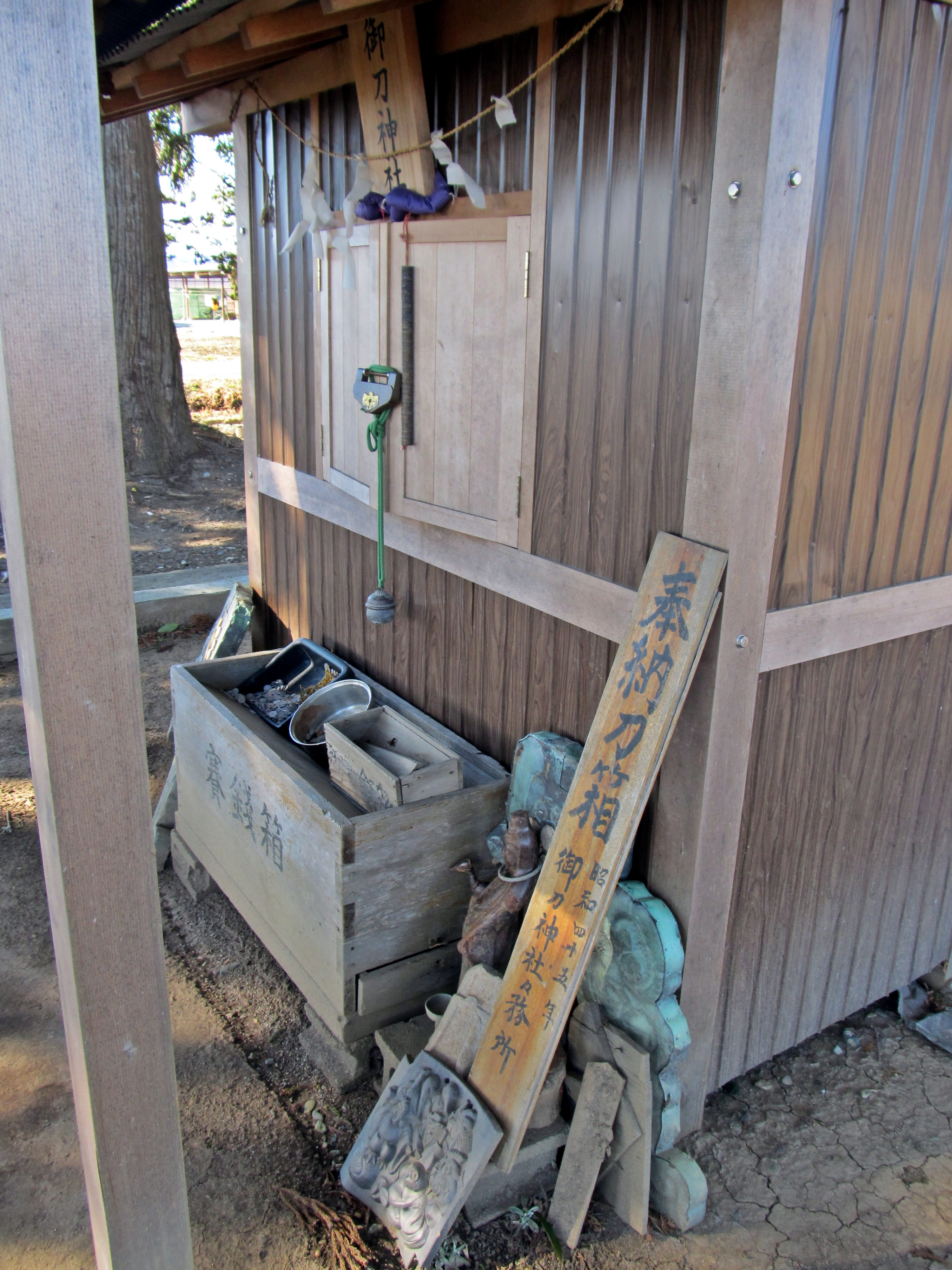
御刀神社社殿 津波で流出した御刀神社の関係物が集められている
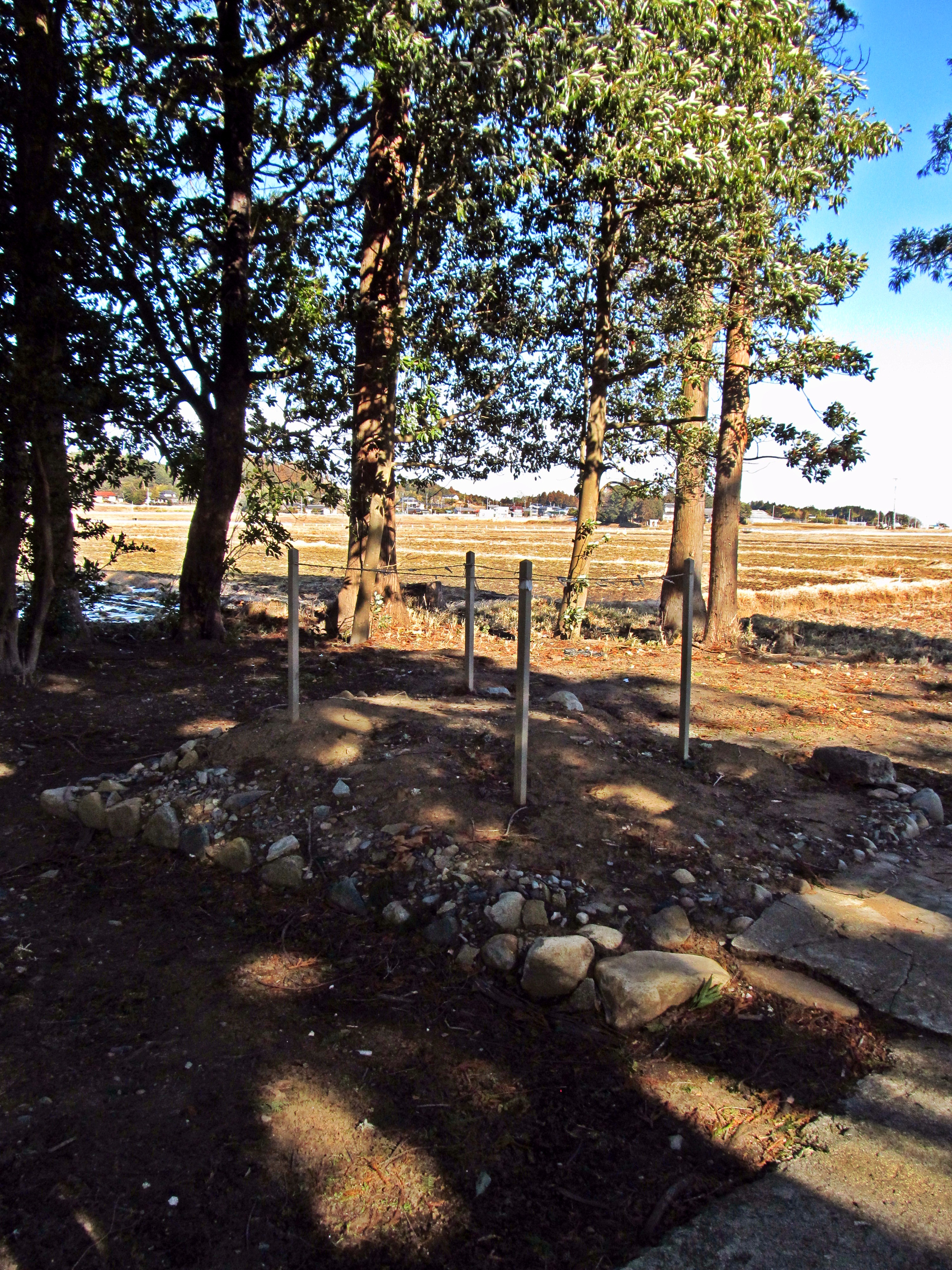
御刀神社本殿跡地
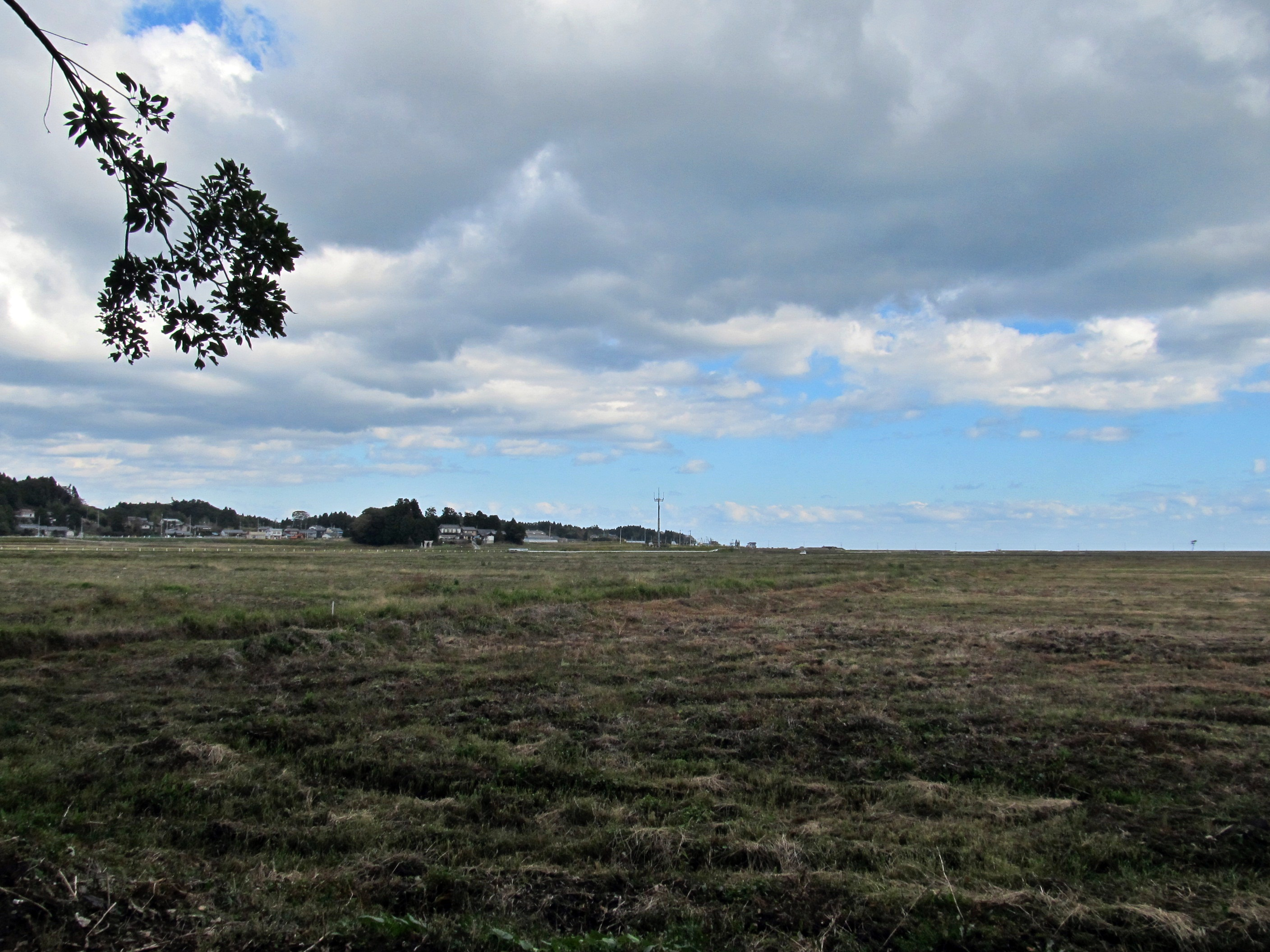
御刀神社から東方向への眺め

- その他に、社殿の西側には「大神宮」の石碑と、燈籠のような形の石祠の八坂神社（祭神：素戔嗚尊）が鎮座している。

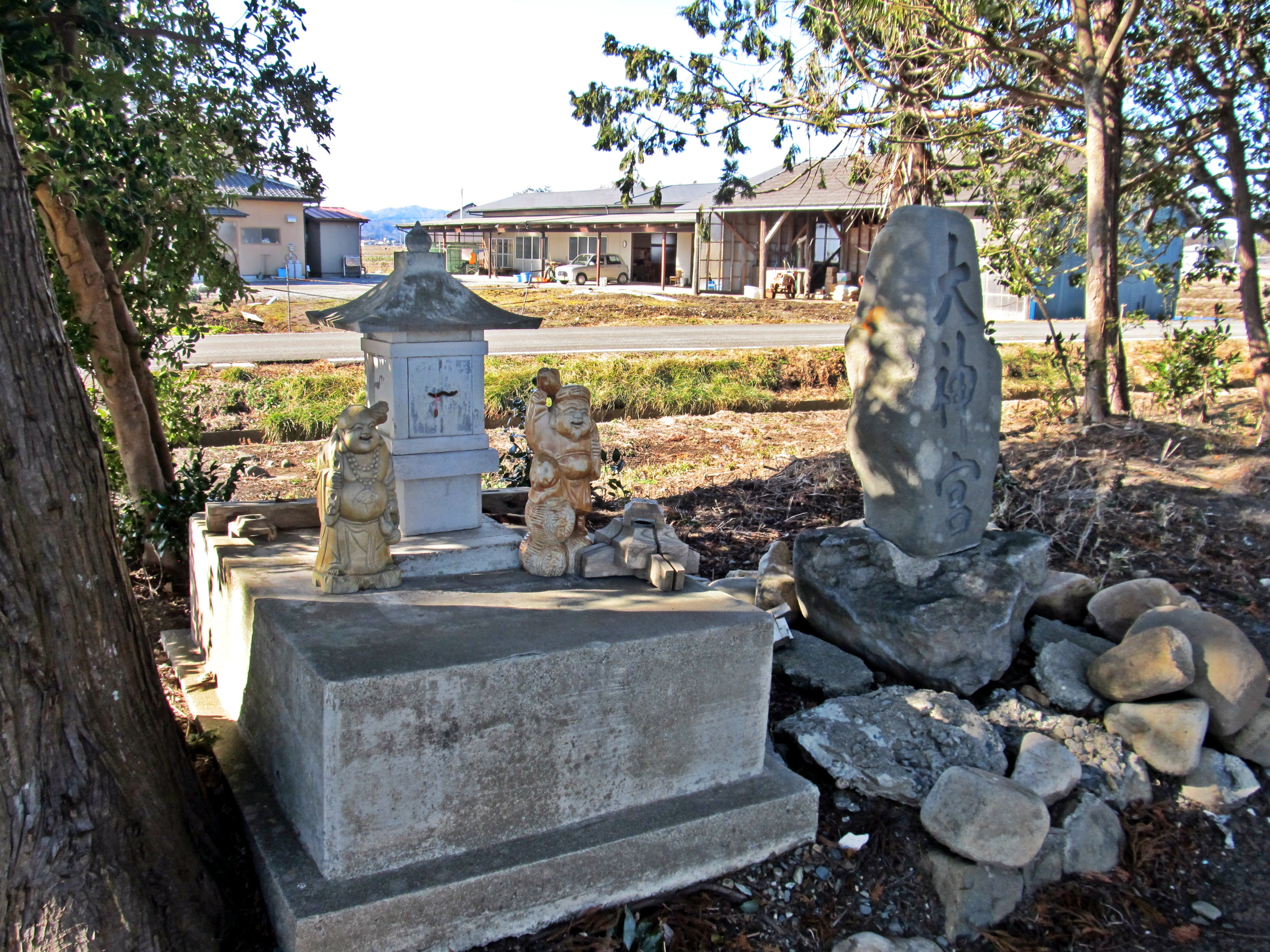
御刀神社境内社 八坂神社と大神宮石碑
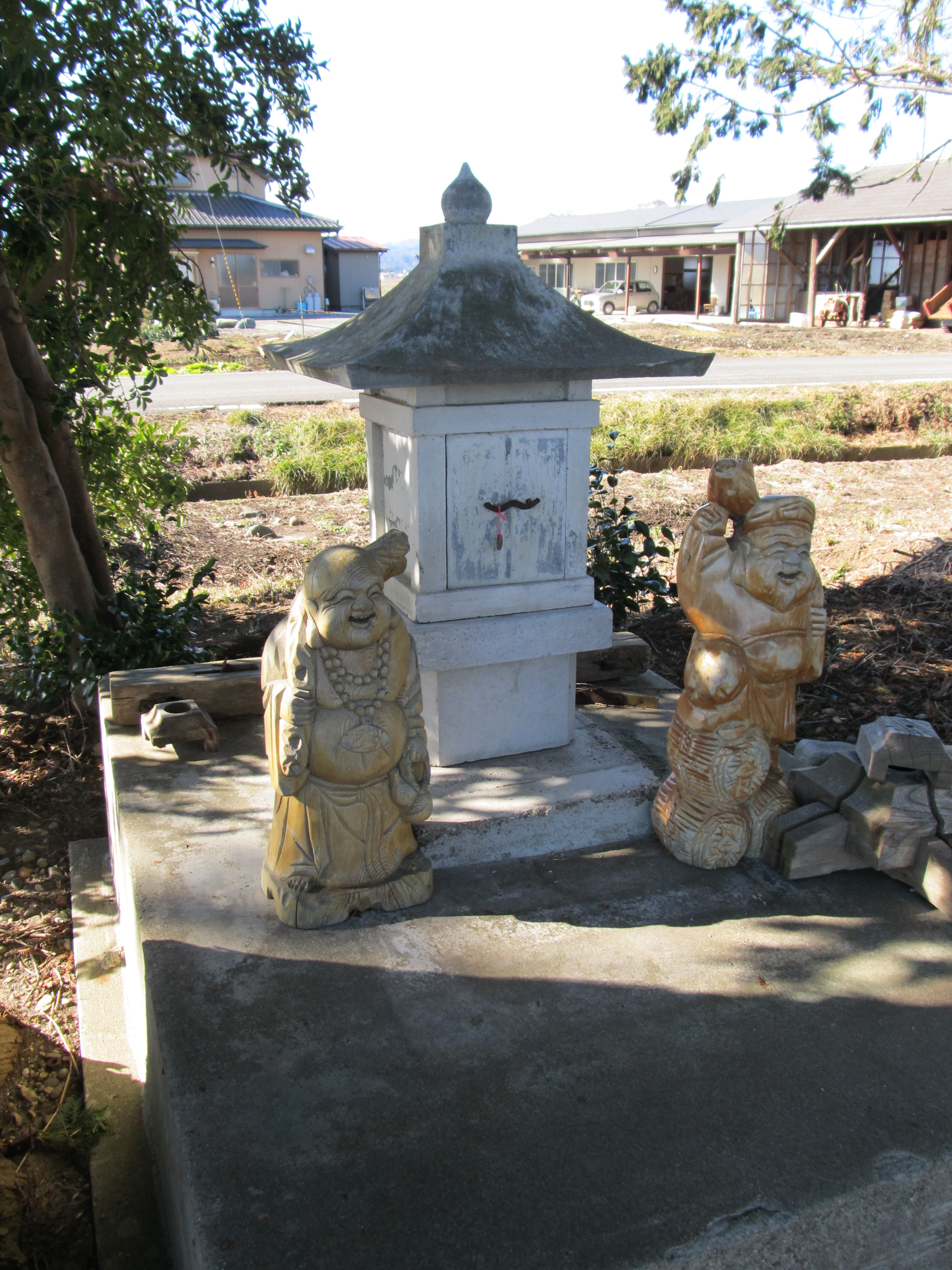
御刀神社境内社・八坂神社

## 震災前の御刀神社

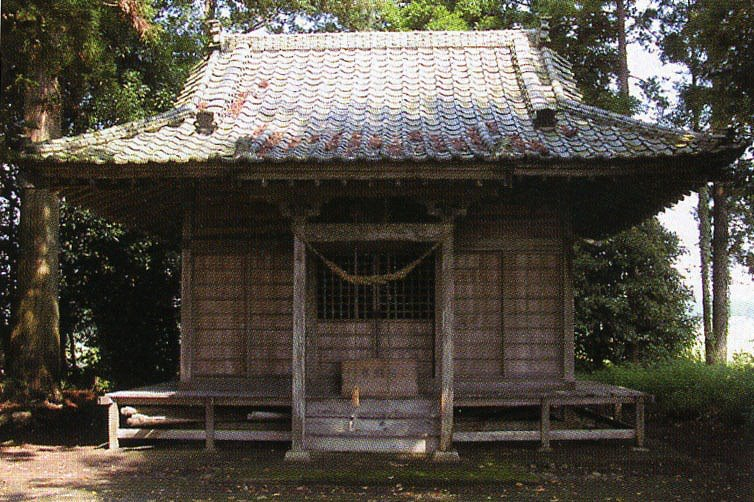
震災前の御刀神社拝殿 伊勢大御神社 森幸彦氏提供